# Meloidogyne incognita
Meloidogyne incognita is een wortelknobbelaaltje dat in Nederland alleen in kassen voornamelijk op de lichte gronden voorkomt. Op de aangetaste wortels van de waardplant worden langwerpige knobbels gevormd. De soort komt over de gehele wereld voor en wordt in veel verschillende grondsoorten aangetroffen.
 Meloidogyne incognita  is in de tropische en subtropische gebieden waarschijnlijk het economisch meest belangrijke plantenparasitaire aaltje. Het aaltje is extreem polyfaag en kan zowel een- als tweezaadlobbigen aantasten. Naar schatting kunnen meer dan 3000 plantensoorten worden aangetast.
Het genoom van Meloidogyne incognita is volledig gesequencet.

## Vorm aaltjes
Vrouwtjes van M. incognita zijn peervormig zonder een uitsteeksel aan de achterkant. Hun mondstekel (stilet) is 15-16 µm lang en de aan de basis verdikte mondstekel is afgerond en aan de zijden ongelijk van vorm. Het patroon rond de anus is ovaal tot afgerond, meestal met een hoge dorsale boog, strepen (striae) meestal golvend en laterale (aan de zijkanten) velden zijn afwezig of zwak afgetekend. Mannetjes hebben een onduidelijk afgescheiden kop met een verhoogde lipvormige schijf meestal zonder laterale lippen. Hun mondstekel is 23-26 µm lang. De aan de basis verdikte mondstekel is afgerond tot ovaal en aan de zijden ongelijk van vorm. Het aaltje van het tweede larvale stadium is 350 - 450 µm lang. De staart heeft een afgeronde punt en is 43-65 µm lang met een 6-14 µm lang doorzichtig (hyaline) gebied.

## Levenscyclus

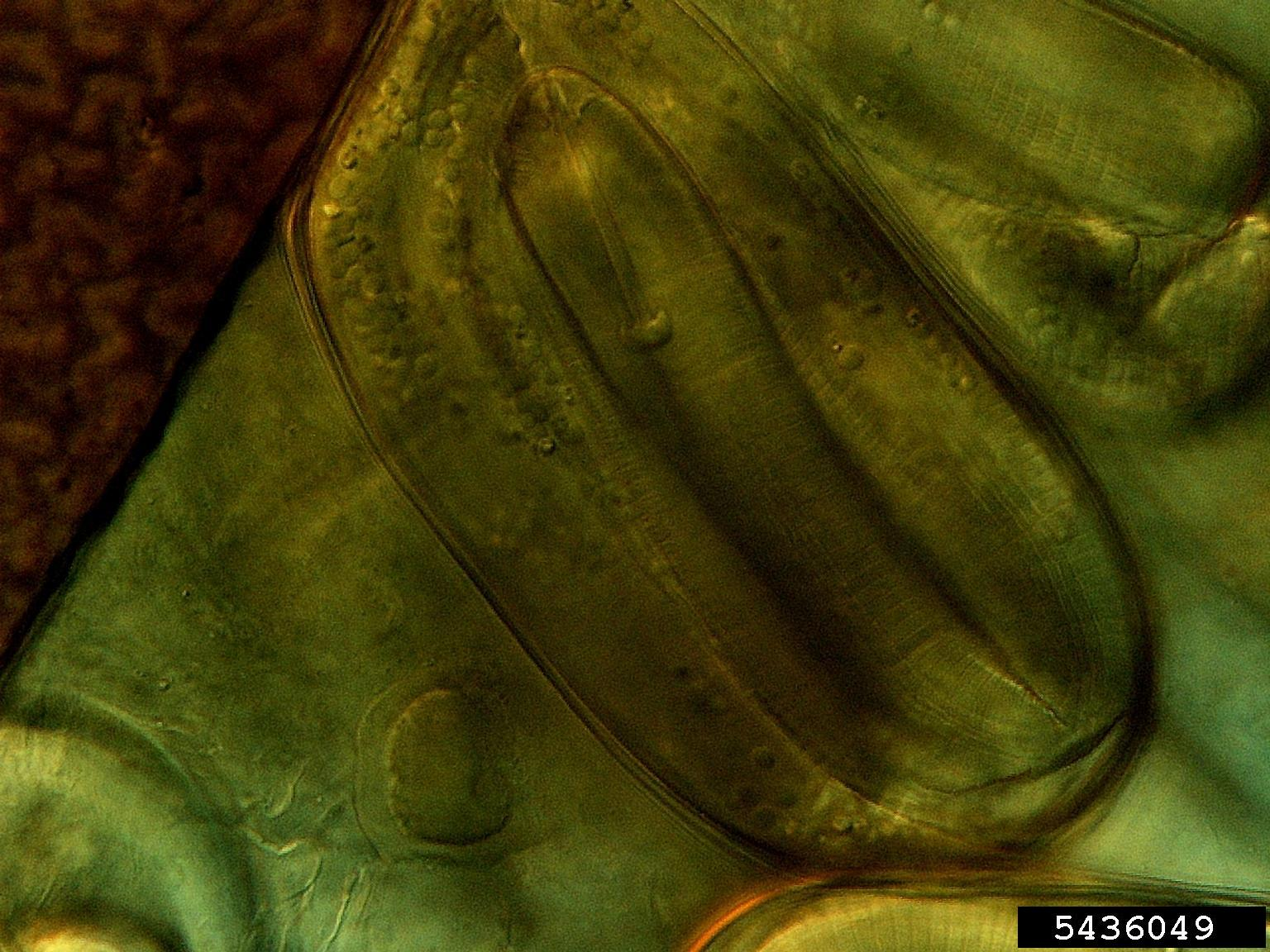
Eitje van een Heteroderidae-aaltje

Binnendringen en migratie in de wortel door Meloidogyne incognita werd bestudeerd bij zandraket, omdat de wortels van de zandraket aanvankelijk klein en transparant zijn, zodat elk detail zichtbaar is. Aaltjes van het tweede larvale stadium dringen het wortelstrekkingsgebied binnen en migreren in de wortel totdat ze een vaste verblijfplaats hebben gevonden. Signalen van de L2-aaltjes zorgen ervoor dat parenchymcellen in de buurt van de kop van het L2-aaltje meerkernig worden voor het vormen van voedingscellen, algemeen bekend als reuzencellen, van waaruit de L2 en later de volwassen aaltjes zich voeden met hun stilet. Gelijktijdig met de vorming van reuzencellen, vormt het omringende wortelweefsel een gal (knobbel) waarin de zich ontwikkelende larve zit. De larven voeden zich met de reuzencellen ongeveer 24 uur nadat ze een vaste verblijfplaats hebben gevonden.
Na verdere voeding ondergaan de L2-aaltjes morfologische veranderingen en worden ze bolvormig. Zonder verdere voeding vervellen ze drie keer en worden uiteindelijk volwassen. Bij vrouwtjes, die bijna bolvormig zijn, wordt de voeding hervat en ontwikkelt het voortplantingssysteem zich. De levensduur van een volwassen vrouwtje kan tot drie maanden oplopen en er kunnen honderden eieren worden geproduceerd. Vrouwtjes kunnen na de oogst van de bovengrondse delen van de plant doorgaan met het leggen van eieren. De overlevingsfase van het aaltje tussen de opeenvolgende gewassen bevindt zich meestal in het ei.
Bij 21 °C zijn 37 dagen nodig voor het voltooien van de levenscyclus.

## Symptomen
Door  M. incognita  aangetaste planten vertonen bovengrondse symptomen van water- en voedingsstress, vergeling, verwelking en dwerggroei. Knobbelvorming op de wortels, bollen en knollen is het typische symptoom. Plantensterfte kan voorkomen Bij een hoog besmettingsniveau kunnen de aangetaste planten dood gaan..

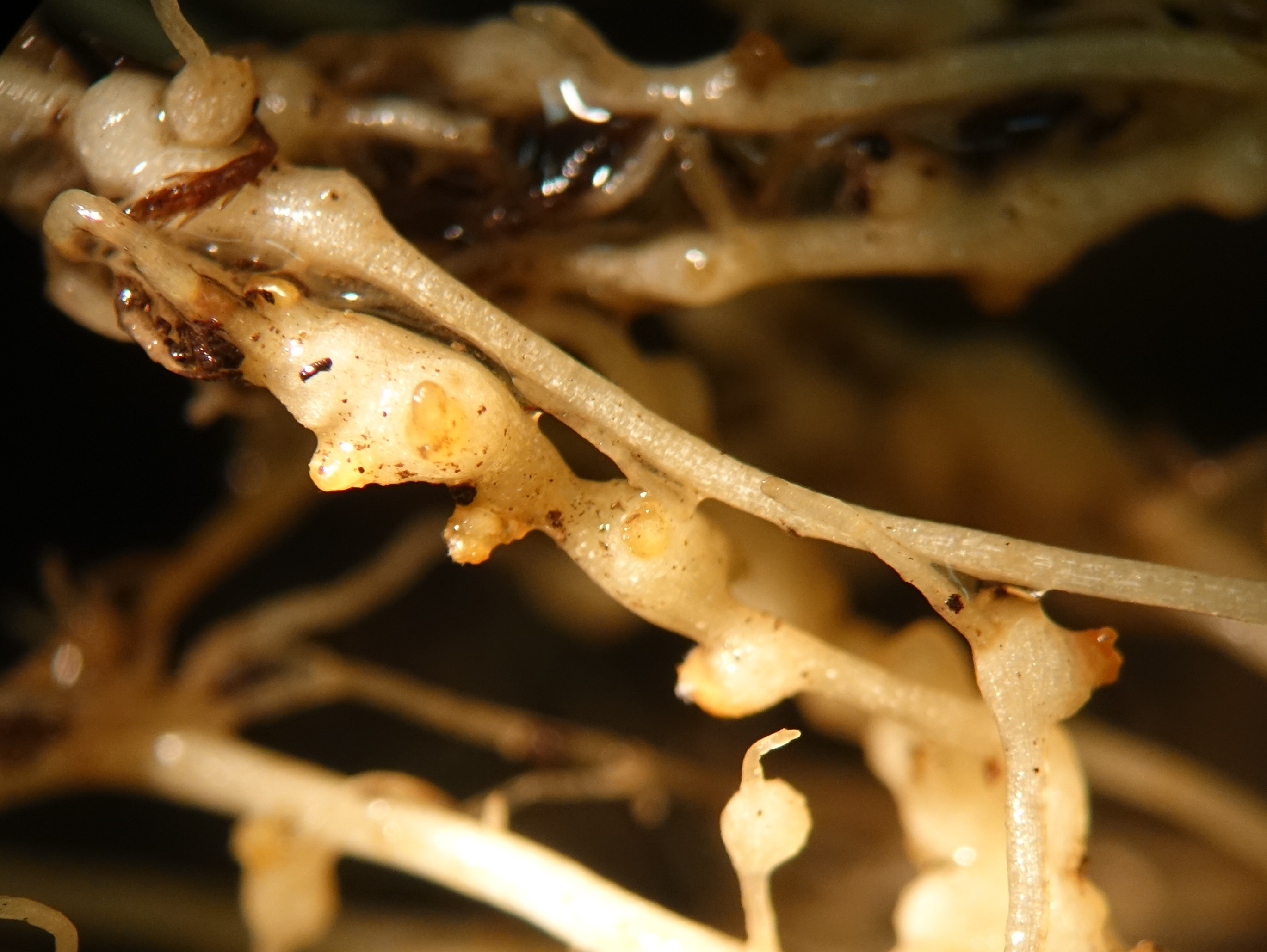
Knobbels met eimassa op tomaat
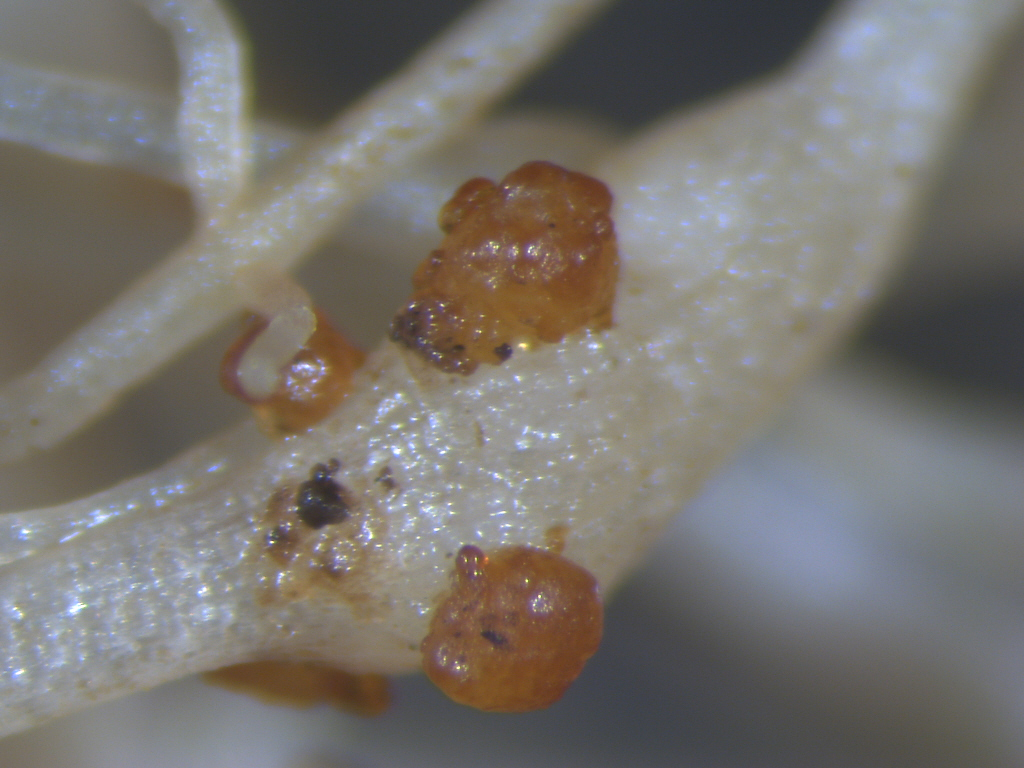
Eimassa's op tomaat
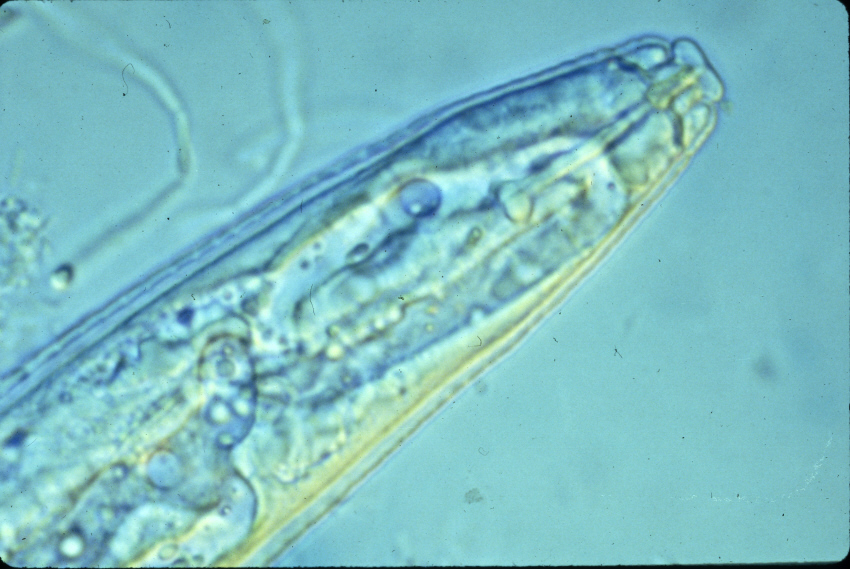
Mond van een mannelijk aaltje
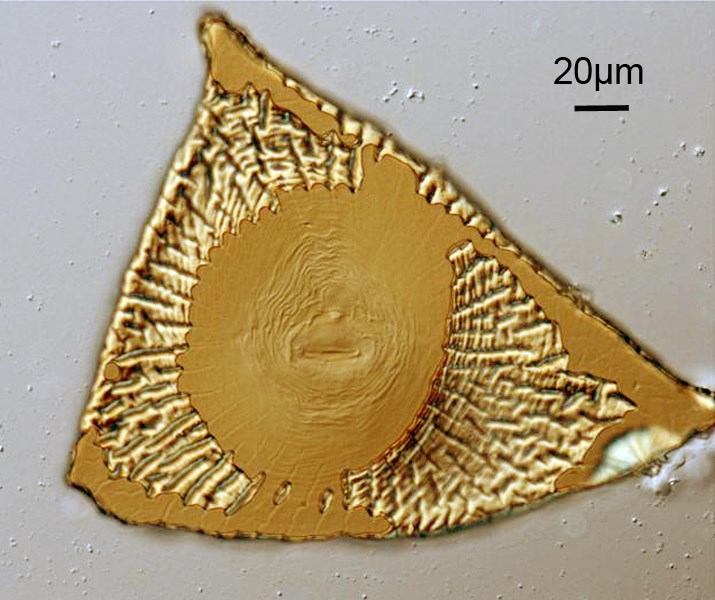
Mond van een mannelijk aaltje
- Patroon rond de anus van een mannelijk aaltje